# Sold
Soldul unui cont reprezintă situația la un moment dat a elementului patrimonial pentru care s-a deschis contul respectiv. Așadar soldul reprezintă existentul valoric la un moment dat al mijlocului, sursei sau procesului economic.
În contabilitate, un sold debitor  reprezintă o „sumă mai mare în debitul unui cont decât creditul acestuia”, iar un sold creditor reprezintă o „sumă mai mare în creditul unui cont decât în debitul acestuia”.
A solda semnifică „a calcula soldul unui cont”. A solda un cont semnifică închiderea acelui cont (subînțeles, a aduce în prealabil soldul contului la zero).
În economie, un sold corespunde diferenței dintre venituri și cheltuieli, într-o perioadă de timp.
Soldul apare în bilanțurile întreprinderilor, și mai prozaic pe extrasele de cont bancar ale fiecăruia dintre noi.

## Etimologie
Cuvântul românesc sold este împrumutat din franceză solde. Acest cuvânt francez, solde, este împrumutat din italiană soldo, care, la rândul său, provine de la denumirea monedei romane Solidus.